# Cal Pau Canterer
Cal Pau Canterer és un edifici del municipi d'Esparreguera (Baix Llobregat) inclòs en l'Inventari del Patrimoni Arquitectònic de Catalunya.

## Descripció
És una casa de grans dimensions, entre mitgeres, que consisteix en planta baixa i dos pisos. La porta principal consisteix en un gran arc de mig punt amb portes de fusta; en aquesta planta no trobem més obertures. En els pisos superiors trobem tres finestres rectangulars per planta sense cap mena de decoració. La teulada és a dues vessants amb un petit ràfec que sobresurt de la façana.